# Violetta Villas (film)
Violetta Villas – polski film dokumentalny z elementami fabuły, nakręcony w 1988 roku, będący biografią Violetty Villas. Zawiera on m.in. nieznane zdjęcia, fragmenty wywiadów, a także nagrania artystki z rewii Casino de Paris z Las Vegas oraz widowiska Grand music-hall de Varsovie z Paryża. W filmie występują także zawodowi aktorzy, wcielający się w postacie Violetty Villas, a także jej rodziny.
Film był na ekranach kin tylko przez 2 dni, gdyż Villas nakazem sądu zakazała jego dystrybucji. Powodem miała być scena, w której artystka spożywa alkohol, ukazana po scenie, w której przyjmuje komunię.
W 2010 wznowiono jego dystrybucję.

## Obsada i ekipa
- Violetta Villas - bohaterka filmu, materiały archiwalne, wywiady
- Ted Kowalczyk - materiały archiwalne
- Witold Filler - materiały archiwalne
- Zbigniew Kowalewski - scenariusz i reżyseria
- Elżbieta Hetman, Andrzej Chuszno - dźwięk
- Waldemar Kolsicki, Jacek Stępiński - zdjęcia
- Jerzy Ciechomski - zdjęcia trickowe, efekty wizualne
- Marek Kukawski - opracowanie graficzne
- Adam Pietruszewski, Włada Dąbrowska - kierownictwo produkcji
- Irena Jasińska, Bożena Łepkowska - montaż

## Piosenki użyte w filmie
- „Szczęście”
- „Nie zdradził mnie jedynie śpiew”
- „Mechaniczna lalka”
- „Pocałunek ognia”
- „Całuj gorąco”
- „Do ciebie mamo”
- „Nie jestem taka zła”
- „W Lewinie koło Kudowy”
- „Nie ma miłości bez zazdrości”"
- „Spójrz prosto w oczy”"
- „Dla ciebie miły”
- „Oczy czarne”
- „Ja jestem już taka”
- „Ave Maria no morro”
- „Libiamo ne' lieti calici”
- „Habanera”